# 栄光社
栄光社（えいこうしゃ）
- 京都市の芳香剤メーカー（下記詳述）
- 大阪市の絵本出版社（現在消滅）

栄光社（えいこうしゃ）は、京都市山科区にある自動車の芳香剤の製造・販売を行う会社である。
1951年12月創業。代表的な商品として「エアスペンサー」シリーズがある。その他に業務用の芳香剤の製造・販売も手がけている。